# 장레옹 제롬
장레옹 제롬(프랑스어: Jean-Léon Gérôme, 1824년 5월 11일 ~ 1904년 1월 10일)은 프랑스의 화가, 조각가이다. 역사, 그리스 신화, 오리엔탈리즘의 묘사에 뛰어났다.